# Ali Malolah
Ali Malolah Karami (in arabo علي مال الله كرامي‎?; 26 febbraio 1999) è un calciatore qatariota, difensore del Qatar SC.

## Caratteristiche tecniche
È un terzino destro.

## Carriera

### Club
Ha giocato nella prima divisione qatariota. Con l'Al-Duhail ha preso parte al Coppa del mondo per club FIFA 2020, mentre con la maglia dell'Al-Rayyan ha giocato 6 partite in AFC Champions League 2022. 

### Nazionale
Con la nazionale Under-20 qatariota ha preso parte al campionato mondiale di calcio Under-20 2019, disputando un incontro.